# 朝岡実嶺
朝岡 実嶺（あさおか みれい、1970年4月18日 - ） は、日本の女優。伊丹十三、野島伸司などの作品への出演でも知られる。Green Brush Management所属。埼玉県出身。

## 来歴
1991年にAVデビュー。きっかけは、東京の街頭でのスカウト。現役女子大生の正統派美少女として、ジャンルは違えど白石ひとみとともに1990年代前半に一世を風靡し、人気を博す。
AV女優時代の1993年、野島伸司三部作の一作目『高校教師』に出演。このドラマが一般作品のデビュー作品となった。これをきっかけに本格的に一般女優へ転進。
1993年、『実嶺ラストFUCK』でAVを引退。
1995年、野島三部作の三作目『未成年』に出演。連続ドラマとしては、この作品が唯一のレギュラー出演である。
その後、『法医学教室の事件ファイル』や時代劇『剣客商売』に出演。1999年、NHK『元禄繚乱』に吉原の遊女役で大河ドラマ出演を果たした。
映画では、主に伊丹十三の作品に数多く出演。『ミンボーの女』では「泣きの実嶺」の本領発揮とばかりに延々と泣き続けるホステス役を演じた。また、伊丹の遺作となった『マルタイの女』ではナカムラ（山本太郎）の妻役で出演。
1996年10月12日、金沢工業大学の公開講座「第18回実験空間創造学」で、TBSテレビプロデューサーの伊藤一尋を講師に「ヒットドラマの秘密」というテーマで行われ、この「第18回実験空間創造学」に、伊藤がプロデュースした『高校教師』『未成年』などに出演した朝岡がゲストとして登場した。
名古屋のローカル番組『オジャマンないと』（名古屋テレビ）にレギュラー出演していた。
2012年に行われたAV30のAV女優人気投票では、68位にランクインした。
2013年、NHK総合『ドラクロワ』の「女の人生劇的転身スペシャルPART2」にて再現VTRに出演（クレジット表示なし）。

## 人物・エピソード
- 浦和市立高校、東京国際大学卒。野島伸司は高校の8年先輩にあたる。
- 趣味は映画鑑賞、旅行、英会話。スポーツはテニス、スキー。特技は、乗馬。
- テニスを始めたのは高校からで、小学校時代はソフトボール、中学時代はバスケットボールをしていた。
- AV女優時代のインタビューで、好きな色は青・黒・白、好きな食べ物はかぼちゃ、趣味はピアス集めでAV女優当時はピアスの穴は6つ空けていた。
- AV女優時代は、「泣きの実嶺」「泣き虫実嶺」として有名であった。しかし、共演のAV男優に「泣きながらやるんだったら辞めろ」と説教され、覚悟を決めた。「AVの仕事は第2の芸能界」だと思い直した。あくまでも女優になるための足がかりというスタンスであった。
- その「泣きの実嶺」がデビュー後、多くの男優と対戦させられる中、中年男優でハゲ頭、強烈ピストンの斉藤修や、じっくりと陰湿な言葉で責め立てる平口広美や辻丸耕平らを複数回にわたり起用され、合体され、人気女優への階段を登っていく。
- AV女優時代に引退が決まった際、当時桜樹ルイがレギュラーをしていた文化放送の番組にゲスト出演した。
- ミュージシャンである吉川晃司のアルバム『Shyness Overdrive』に収録されている「SEX CRIME」にて、喘ぎ声がサンプリングされている。

## 出演（AV）

### アダルトビデオ/DVD
| 発売年 | タイトル                                                            | メーカー               | 監督               |
| ------ | ------------------------------------------------------------------- | ---------------------- | ------------------ |
| 1991   | 6月「パンドラ」VHS                                                  | アリスジャパン         | 長谷川九仁宏       |
| 1991   | 7月「ヴィーナスの悦虐」VHS                                          | アリスジャパン         | 鬼沢修二           |
| 1991   | 9月「いとしのえりあし」VHS                                          | アリスジャパン         | 倉本和比人         |
| 1991   | 10月「毒（プアゾン）」VHS                                           | アリスジャパン         | 鬼沢修二           |
| 1991   | 11月「麗しのシャブリナ」VHS                                         | アリスジャパン         | 山田風助           |
| 1991   | 11月「マンゴンドラ」VHS                                             | アリスジャパン         | 石垣章             |
| 1991   | 12月「フラッシュパラダイス」VHS                                     | アリスジャパン         | ラサール石井       |
| 1992   | 1月「出血大制服 12」                                                | VIP                    | 森川圭             |
| 1992   | 2月「令嬢美女図鑑」VHS                                              | シャイ企画             | 我門雄             |
| 1992   | 2月「吸う女」VHS                                                    | アテナ映像             | 鬼闘光             |
| 1992   | 2月「シンデレラ・KISS」VHS                                          | KUKI                   | 九番め乃鬼         |
| 1992   | 3月「夢追い」VHS                                                    | ステラ                 | 鬼沢修二           |
| 1992   | 3月「シャングリラ2」VHS                                             | サクセス               |                    |
| 1992   | 3月「女医みれい」VHS                                                | クリスタル映像         | 倉田大明           |
| 1992   | 4月「くせになっちゃう」VHS                                          | VIP                    |                    |
| 1992   | 5月「SOAPのMOKOちゃん」VHS                                          | 東映                   | 望月六郎           |
| 1992   | 5月「女尻」VHS                                                      | アリスジャパン         | 山田風助           |
| 1992   | 6月「フラパラ8連発!!」VHS                                           | アリスジャパン         | 山田風助           |
| 1992   | 6月「自愛 ひとり上手の指あそび」VHS                                 | アリスジャパン         | 斉藤修             |
| 1992   | 6月「Ｈ秘書はナマがお好きPART9」VHS                                 | シェール               | 我門雄             |
| 1992   | 7月「狙われた女教師3」                                              | シャイ                 | 我門雄             |
| 1992   | 7月「メモリアル・エクスタシー」VHS                                  | サクセス               |                    |
| 1992   | 7月「がんじがらめ」VHS                                              | アリスジャパン         | 石垣章             |
| 1992   | 7月「すりきれちゃう」VHS                                            | ステラメイト           | 鬼沢修二           |
| 1992   | 8月「レイプ狂い」VHS                                                | アリスジャパン         | 長谷川九仁宏       |
| 1992   | 9月「制服ワイセツ 着せたままブチ抜いて」VHS                         | アテナ映像             | 鬼闘光             |
| 1992   | 9月「口全ワイセツ スペルマの洗礼」VHS                               | h.m.p                  | 伊勢鱗太朗         |
| 1992   | 11月「美顔隷嬢」VHS                                                 | アリスジャパン         | 遊法仁             |
| 1992   | 12月「監禁ランジェリークイーン 4」VHS                               | シャイ企画             | 我門雄             |
| 1992   | 12月「タマ好きの女」VHS                                             | アテナ映像             | 鬼闘光             |
| 1992   | 12月「部分性愛」VHS                                                 | アリスジャパン         | 宮原氣             |
| 1992   | 12月「制服スナイパー 2 狙われた女探偵」VHS                          | 新東宝                 | 斉藤竜一           |
| 1992   | 12月「セクハラには御用心! 2」VHS                                    | 新東宝                 | 斉藤竜一           |
| 1992   | 12月「マイガール」VHS                                               | KISS                   |                    |
| 1993   | 1月「雫の契り」VHS                                                  | マックス・エー         | TOHJIRO            |
| 1993   | 1月「尻すぎた令嬢」VHS                                              | アテナ                 | 鬼闘光             |
| 1993   | 2月「プライバシー侵害」VHS                                          | マックス・エー         | 豊田薫             |
| 1993   | 3月「実嶺ラストFUCK」VHS                                            | アリスジャパン         | 鬼沢修二           |
| 1993   | 3月「さよならが言えなくて」VHS                                      | アテナ映像             | 鬼闘光             |
| 1993   | 4月「スイートルーム2」VHS                                           | 日活                   | 川崎善広           |
| 1994   | 10月「女尻8連発!!」VHS                                              | アリスジャパン         |                    |
| 1995   | 「朝岡実嶺THE BEST」VHS                                             | TMA                    |                    |
| 1996   | 3月「AV女優エクスタシーコレクション3」DVD                           | サクセス               |                    |
| 1997   | 5月「アリスメモリーズ Vol.3」VCD                                    | サクセス               |                    |
| 1997   | 5月「ペロペロピンク 1」DVD                                          | アリスジャパン         |                    |
| 1997   | 6月「アリスメモリーズ Vol.4」VCD                                    | アリスジャパン         |                    |
| 1997   | 9月「GAL'Sフェロモン」CD-ROM                                        | トライハート           |                    |
| 1998   | 7月「美顔隷嬢」VCD                                                  | アリスジャパン         |                    |
| 1998   | 12月「AV女優」VCD                                                   | h.m.p                  |                    |
| 1999   | 1月「セクハラには御用心!」VHS                                       | EVE                    | 斉藤竜一           |
| 1999   | 1月「エースをねらえ!」VHS                                           | マックス・エー         | 乾藤十郎           |
| 1999   | 1月「ウェディングスレイブ背徳の花嫁」VHS                            | シェール               | 我門雄             |
| 1999   | 1月「超A級美女レイプ」VHS                                           | コロナスペシャル       |                    |
| 1999   | 8月「女医みれい」DVD                                                | クリスタル映像         | 倉田大明           |
| 2000   | 10月「女帝」DVD                                                     | メディアバンク         |                    |
| 2000   | 11月「アトラスMEGA-MIX II」DVD                                      | アトラス21             |                    |
| 2000   | 11月「朝岡実嶺スペシャル」DVD                                       | アリスジャパン         |                    |
| 2000   | 12月「アリスJAPAN 2001」DVD                                         | アリスジャパン         |                    |
| 2000   | 12月「本能Ⅱ 4時間」DVD                                              | TMA                    |                    |
| 2001   | 1月「MAX-A Anniversary」DVD                                         | マックス・エー         |                    |
| 2001   | 3月「AV20年史」DVD                                                  | AVJ                    |                    |
| 2001   | 10月「朝岡実嶺THE BEST」DVD                                         | TMA                    |                    |
| 2002   | 3月「ボンテージの罠DX」DVD                                          | AVJ                    |                    |
| 2002   | 8月「女教師20年史」DVD                                              | AVJ                    |                    |
| 2002   | 8月「監禁ランジェリークィーン」DVD                                  | シャイ企画             |                    |
| 2002   | 12月「AV20年史 Deluxe 2」DVD                                        | ファイブスター企画     |                    |
| 2003   | 1月「ノーカット4時間!! 朝岡実嶺」DVD                                | アリスジャパン         |                    |
| 2003   | 3月「AV15年史 DVD完全版」DVD                                        | ビデオバンク           |                    |
| 2003   | 3月「ノーカット4時間!! 朝岡実嶺 2」DVD                              | アリスジャパン         |                    |
| 2003   | 4月「ノーカット4時間!! 朝岡実嶺 3」DVD                              | アリスジャパン         |                    |
| 2003   | 4月「近親相姦作品集」DVD                                            | SODクリエイト          |                    |
| 2003   | 6月「Re:朝岡実嶺」DVD                                               | ロイヤルアート         |                    |
| 2003   | 6月「緊縛 Deluxe PART2」DVD                                         | ファイブスター         |                    |
| 2004   | 1月「Recollection」DVD                                              | シャイ企画             |                    |
| 2004   | 6月「Treasure BEST 4時間」DVD                                       | デジタルバンク         |                    |
| 2004   | 7月「口全ワイセツ BEST 4時間」DVD                                   | ビデオバンク           |                    |
| 2004   | 7月「朝岡実嶺Lovers」DVD                                            | デジタルバンク         |                    |
| 2004   | 8月「THE 80s GREATEST IDOLS」DVD                                    | TMAワークス            |                    |
| 2004   | 10月「ザ メイド Bomb 4時間」DVD                                     | ビデオバンク           |                    |
| 2004   | 11月「LEGEND GIRLS 3」DVD                                           | ティンカーベル         |                    |
| 2004   | 12月「爆乳巨乳美乳20年史 Deluxe 3」DVD                              | ファイブスター         |                    |
| 2005   | 1月「CLUB-MAX 朝岡実嶺」DVD                                         | マックス・エー         |                    |
| 2005   | 4月「ちびっこAVアイドル50人4時間」DVD                               | ビデオバンク           |                    |
| 2005   | 12月「Vintage朝岡実嶺」DVD                                          | AGA                    |                    |
| 2006   | 1月「美☆Rei 朝岡実嶺」DVD                                           | アトラス21             |                    |
| 2006   | 12月「BEST OF LEGEND 朝岡実嶺+」DVD                                 | メディアバンク         | ミック高崎         |
| 2007   | 5月「アリスピンクファイル あの新基準モザイクで魅せる! 朝岡実嶺」DVD | アリスジャパン         |                    |
| 2007   | 2月「Legend 朝岡実嶺」DVD                                           | Graffiti               |                    |
| 2008   | 9月「プロデューサーが選んだ人気女優ベスト20 [1986年 - 2000年]」DVD  | アリスジャパン         |                    |
| 2008   | 10月「完全限定生産 SOFT ON DEMAND Classic Box Gold」DVD             | ソフトオンデマンド     |                    |
| 2008   | 12月「Legend Special vol.4 朝岡実嶺」DVD                            | Graffiti               |                    |
| 2009   | 4月「黄金伝説 朝岡実嶺の原点」DVD                                   | マックス・エー         | マックス中本       |
| 2009   | 4月「AVアイドル秘宝館」DVD                                          | アスカ                 | 森 満              |
| 2009   | 8月「アリスJAPAN300人 16時間」DVD                                   | アリスジャパン         | 神田うさぎ構成編集 |
| 2009   | 10月「復刻 朝岡実嶺のレイプ狂い」DVD                                | アリスジャパン         |                    |
| 2009   | 12月「復刻 パンドラ 朝岡実嶺」DVD                                   | アリスジャパン         |                    |
| 2010   | 9月「アリスピンクファイル 朝岡実嶺2」DVD                            | アリスジャパン         |                    |
| 2010   | 9月「AVファンが選んだもう一度見たいAV 8時間」DVD                    | ビデオバンク           |                    |
| 2011   | 8月「アリスピンクファイル 歴代人気女優20名 Part2」DVD               | アリスジャパン         | 神田うさぎ構成編集 |
| 2012   | 5月「AVデビューの殿堂 【初めての羞じらいセックス】」DVD             | オールアダルトジャパン |                    |
| 2012   | 9月「大人のAV vol.2 まとめて10作品」DVD                             | h.m.p                  | はまにい           |
| 2012   | 11月「レイプ狂い 凌辱の8時間」DVD                                   | アリスジャパン         | 神田うさぎ構成編集 |
| 2012   | 12月「Legend Special vol.72 朝岡実嶺」DVD                           | 日本メディアサプライ   |                    |
| 2014   | 10月「朝岡実嶺BEST 2枚組8時間」DVD                                  | アリスジャパン         | 神田うさぎ構成編集 |
| 2015   | 9月「V＆R 復刻女優 50人」DVD                                        | V&Rプロデュース        |                    |
| 2016   | 7月「レイプ強姦BEST12時間」DVD                                      | アリスJAPAN            |                    |

### オリジナルビデオ
- けっこう仮面 2 We'll be Back…（1992年3月27日、JHV） 秋山豊 監督作品
- AV女学院 天使のパンツは校則違反（1992年4月25日、マクザム）
- ゆけゆけAV新撰組 天使たちのHな大戦争（1992年8月25日、ステラ）
- 岩谷テンホーのみこすり半劇場（1992年11月1日、バップ）
- AV女学院2 パンツの奥は大騒動（1992年12月25日、マクザム）
- 風俗探検刑事（風） Gメン婦警と!? 温泉大欲情!!（1993年3月26日、パック・イン・ビデオ）
- いつかムラムラする日（1993年4月1日、バップ）
- あぶない修道院（1993年4月23日、ココナッツボーイ・プロジェクト）
- スウィートルーム2（1993年4月28日、にっかつビデオ）[8]
- AV大病院 白衣の下はスッポンポン!（1993年7月5日、マクザム）
- ちょっとだけよ ランジェリーコンペ大作戦（1993年7月23日、徳間ジャパンコミュニケーションズ）
- どチンピラ3（1993年7月23日、SHSプロジェクト）
- 関西無敵会（1995年5月5日、タキ）
- 女忍（くノ一） 蜜壷に秘められた淫術（1995年8月25日、オールプロダクツ）
- 関西無敵会2（1995年10月6日、タキ）
- 大江戸遊女妻（1995年12月22日、ピンクパイナップル）
- 闇金の帝王 銀と金5 相続殺人（1996年4月5日、ケイエスエス）
- 背徳の女神（ビーナス） シリーズ 3 エクスタシー（1996年10月4日、SEIYO INTERNATIONAL VIDEO）
- 止まり木ブルース 4 ダイイチルビー＆ハギノトップレディ（1997年11月1日、ケイエスエス）
- 新・麻雀放浪記（1999年1月22日、ケイエスエス）
- 新・麻雀放浪記2（1999年11月12日、ケイエスエス）
- 牝牌（メスパイ） 女雀士・肉体の賭け（2000年8月1日、レジェンド） 片岡修二 監督作品
- 牝牌（メスパイ） 女雀士・復讐の闘牌（2001年1月1日、レジェンド） 片岡修二 監督作品
- ミッシング44 ザ・ファイナルステージ（2010年12月3日、アルバトロス、越坂康史監督作品）
- ミッシング55（2011年9月2日、アルバトロス）
- ミッシング55 ファイナル・ブレイク（2011年10月5日、アルバトロス）
- 夜光華～銀座処女ホステス～ (2014年)

## 出演（一般作品）

### テレビドラマ
- ドラマスペシャル 夢占いの館（1993年1月、日本テレビ系） - 主演
- 金曜ドラマ 高校教師（1993年1月 - 3月、TBS系） - 二宮耕介 （峰岸徹） のヌードモデル 役
- ツインズ教師（1993年4月、テレビ朝日系）
- 女検事の捜査ファイル（1993年10月、テレビ朝日系）
- 金曜エンタテイメント 横溝正史シリーズ・悪魔の手毬唄（1993年、フジテレビ系） - 仁礼文子 役
- 100億の男（1994年、フジテレビ系）
- はぐれ刑事純情派IX 第3話（1995年4月、テレビ朝日系） - ゲスト
- 金曜ドラマ 未成年（1995年10月 - 12月、TBS系） - レギュラー・アリサ 役
- BLACK OUT「インストール」（1996年1月、テレビ朝日系）
- 土曜ワイド劇場 法医学教室の事件ファイル V（1996年10月26日、テレビ朝日系） - 中屋光子 役
- 剣客商売 第1シリーズ 第10話「兎と熊」（1998年、フジテレビ系） - 村岡房野 役
- 元禄繚乱（1999年4月、NHK） - 遊女・新珠 役
- 京極夏彦 「怪」 第1話「七人みさき」（2000年1月3日、WOWOW） - 楓姫 役
- ダムド・ファイルIII ファイル0027 バレンタインデー・中区（2004年2月、メ〜テレ） - 主演 北山まり子 役
- 白夜行（2006年1月、TBS系） - ゲスト
- 特命係長 只野仁 4thシーズン 第34話（2009年1月22日、テレビ朝日） - ゲスト
- 衝撃ゴウライガン!!（2013年10月 - 2013年12月、テレビ東京） - アサオカミレイママ 役
- 地味にスゴイ! 校閲ガール・河野悦子 第2話（2016年10月12日、日本テレビ）

### 映画
- ミンボーの女（1992年12月、全国東宝系公開、伊丹十三監督作品） - アケミ 役
- 大病人（1993年12月、全国東宝系公開、伊丹十三監督作品）- 手術台の少女 役
- 大江戸浮世風呂譚 卍舞（1994年、全国東映系公開、小笠原佳文監督作品） - お玉 役
- 静かな生活（1995年9月、全国東宝系公開、伊丹十三監督作品）
- チンピラぶるーす ど・アホ!（1996年1月公開、小笠原佳文監督作品） - 未樹 役
- 復讐の帝王（1996年8月公開、成田裕介監督作品） 増岡舞 役
- マルタイの女（1997年9月、全国東宝系公開、伊丹十三監督作品） - ナカムラの妻 役
- 冷血の罠（1998年7月公開、瀬々敬久監督作品）
- しあわせになろうね（1998年9月公開、村橋明郎監督作品） - 小川恵子 役
- 京極夏彦 「怪」「七人みさき」（2000年8月、渋谷シネパトス公開、酒井信行監督作品） - 楓姫 役
- 姉は女教師（2000年12月、BOX東中野公開、中原俊監督作品） - 主演・安藤美代子 役
- 愛しの女教師（2000年12月、BOX東中野公開、TOHJIRO監督作品） - 主演・水原早紀 役
- OPEN HOUSE（2003年12月、シネ・リーブル池袋公開、行定勲監督作品）
- 銭道・4（2004年公開、金澤克次監督作品） - ヒロイン・池澤咲子 役
- グリーンデイズ（2005年公開、インターネットムービー、越坂康史監督作品） - 鈴木明子 役
- ハヴァ、ナイスデー〜世界で一番からだにいいこと〜（2006年公開、本田昌広監督作品） - 準主演・ミレイ 役
- 金星（2011年公開、早川嗣監督） - 峻の母親 役
- 紲〜庵治石の味〜（2012年公開、片岡秀明監督作品） - 鈴木律子 役
- 暴走（2013年公開、東條政利監督作品） - 宮内忠子 役
- タリウム少女の毒殺日記（2013年7月公開、土屋豊監督作品） - 亜明日クンの母親 役
- 人を乗せる（2014年、神田裕司監督）
- DAY AND NIGHT（2019年、藤井道人監督）
- Darkness of Otherwhere（2020年、Ayoub Qanir監督）

### Ｖシネマ
- 『牝牌』主演　片岡修二監督（2000）
- 『牝牌・2』主演　片岡修二監督（2001）
- 『ミッシング44』越坂康史監督（2010）
- 『ミッシング55』越坂康史監督（2011）
- 『夜光華～銀座処女ホステス～』越坂康史監督（2014）

### CM
- ロッテ、カカオの恵み（1998年5月）
- モランボン、焼肉のたれ（2001年4月）

### 舞台
- 月食の街（渡辺舞演出・東京FMホール）
- O・AI・SO（水谷あつし演出・キッドシアター）
- 暗闇のレクイエム（菅田俊演出・萬スタジオ）1998年
- 劇団レクラム舎『利一郎のきまぐれ日記』（喜一郎演出　麻布die pratz）2002年
- 東京おいっす！『Surprise Guest どっとCOME』（下北沢「劇」小劇場）2011年

### PV
- 平井堅『CANDY』
- Dir en grey『mazohyst of decadence』

### ゲーム
- 西村京太郎トラベルミステリー 悪逆の季節 東京 南紀白浜連続殺人事件(3DO)

### 声優出演
- 成人向OVA『淫獣学園』1、2巻（美童みゆ）

## 書籍

### 写真集
- NATURAL（1990年8月20日、英知出版、撮影：山岸伸）
- Sweet Venus（1992年4月5日、ワニブックス、撮影:野村誠一）ISBN 978-4886180308
- アクエリアス（1992年8月31日、大陸書房、撮影：伊藤隼也）
- 初めてのメヌエット（1992年12月1日、桜桃書房、撮影：伊藤隼也）ISBN 978-4871837200

### 雑誌
- アップル通信 1991年1月号（表紙）
- オレンジ通信 1991年10月号（表紙）、1992年02月号（表紙）